# Ihojan Pérez
Ihojan Fabián Pérez Cuadro (Montevideo, 17 febbraio 2006) è un calciatore uruguaiano, centrocampista del River Plate (M).

## Caratteristiche tecniche
È un centrocampista offensivo che può giocare in altri ruoli del fronte offensivo. Nel 2023 è stato inserito nella lista dei migliori sessanta calciatori nati dopo il 2006 stilata da The Guardian.

## Carriera
Pérez ha iniziato la sua carriera nel River Plate (M). Ha esordito in prima squadra il 4 febbraio 2023 sostituendo Ramiro Cristóbal contro il Cerro Largo nella massima divisione uruguaiana.

## Statistiche

### Presenze e reti nei club
Statistiche aggiornate al 19 ottobre 2023.
| Stagione        | Squadra         | Campionato      | Campionato | Campionato | Coppe nazionali | Coppe nazionali | Coppe nazionali | Coppe continentali | Coppe continentali | Coppe continentali | Altre coppe | Altre coppe | Altre coppe | Totale | Totale |
| Stagione        | Squadra         | Comp            | Pres       | Reti       | Comp            | Pres            | Reti            | Comp               | Pres               | Reti               | Comp        | Pres        | Reti        | Pres   | Reti   |
| --------------- | --------------- | --------------- | ---------- | ---------- | --------------- | --------------- | --------------- | ------------------ | ------------------ | ------------------ | ----------- | ----------- | ----------- | ------ | ------ |
| 2023            | River Plate (M) | PD              | 9          | 0          | CU              | 1               | 0               | CS                 | 0                  | 0                  |             | -           | -           | 9      | 0      |
| Totale carriera | Totale carriera | Totale carriera | 9          | 0          |                 | 1               | 0               |                    | 0                  | 0                  |             | -           | -           | 10     | 0      |